# منامنی (میشیگان)
مِنامِنی، میشیگان (به انگلیسی: Menominee, Michigan) یک شهر در ایالات متحده آمریکا با جمعیت ۸٬۵۹۹ نفر است که در میشیگان واقع شده‌است.

## موقعیت جغرافیایی
موقعیت جغرافیایی شهرها و مناطق اطراف به شرح زیر است:

## نگارخانه

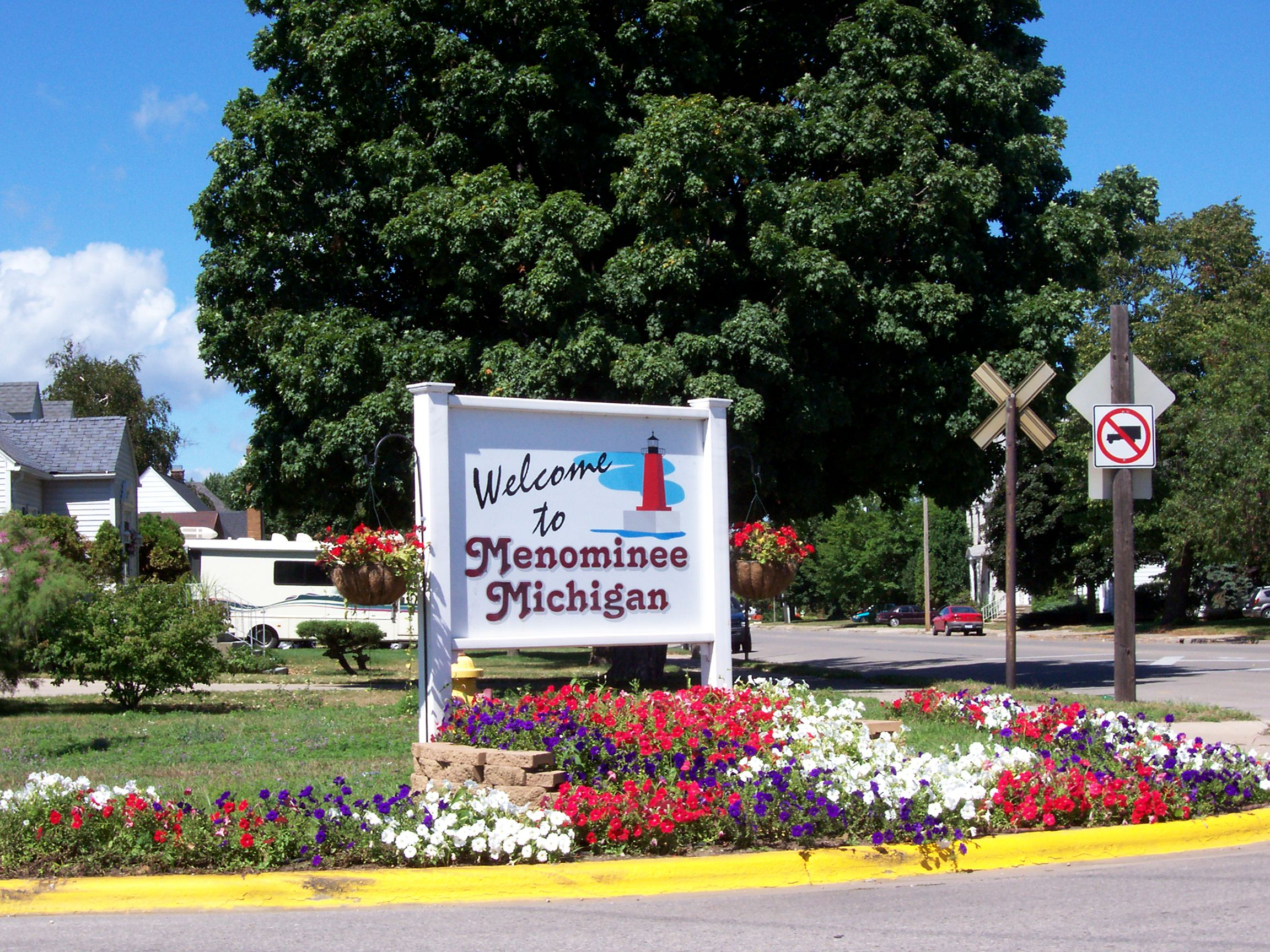
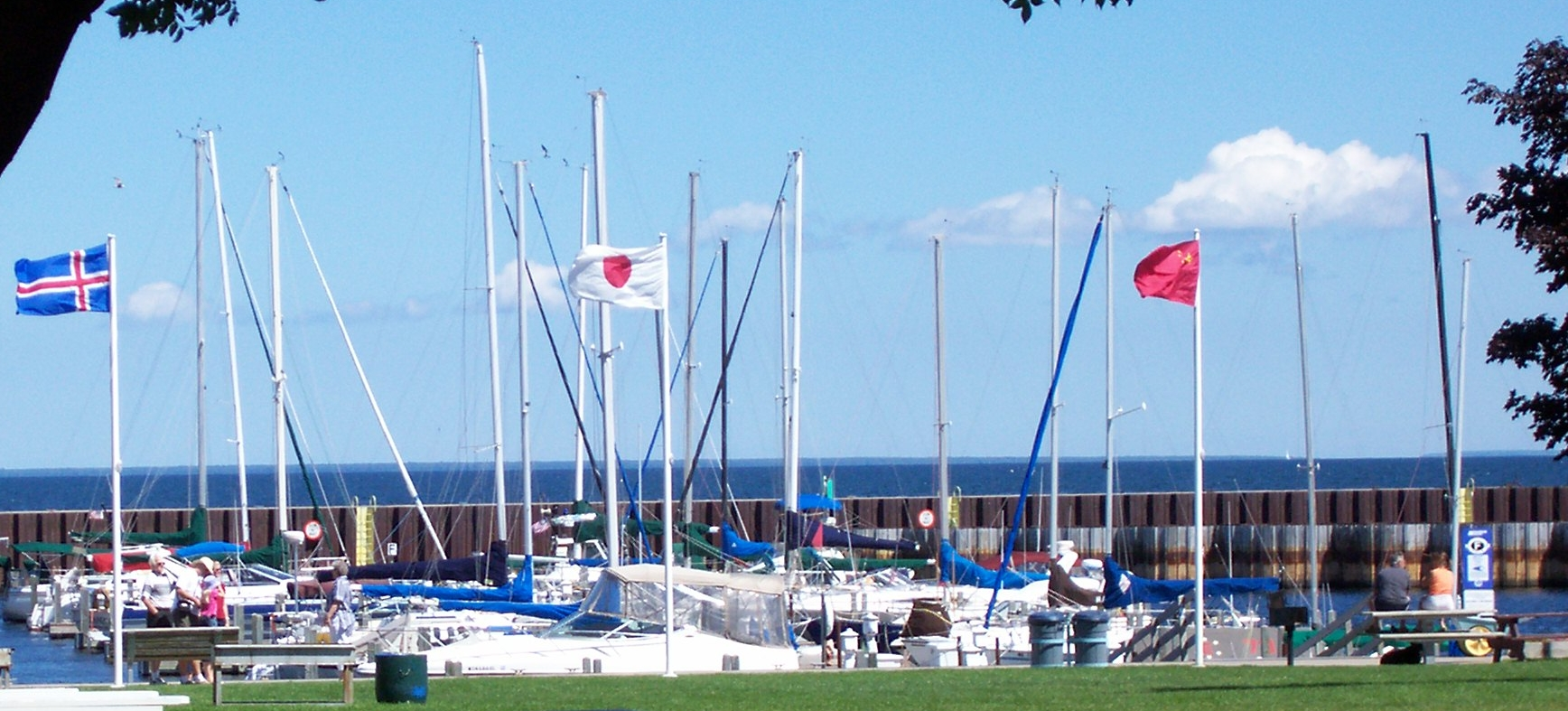
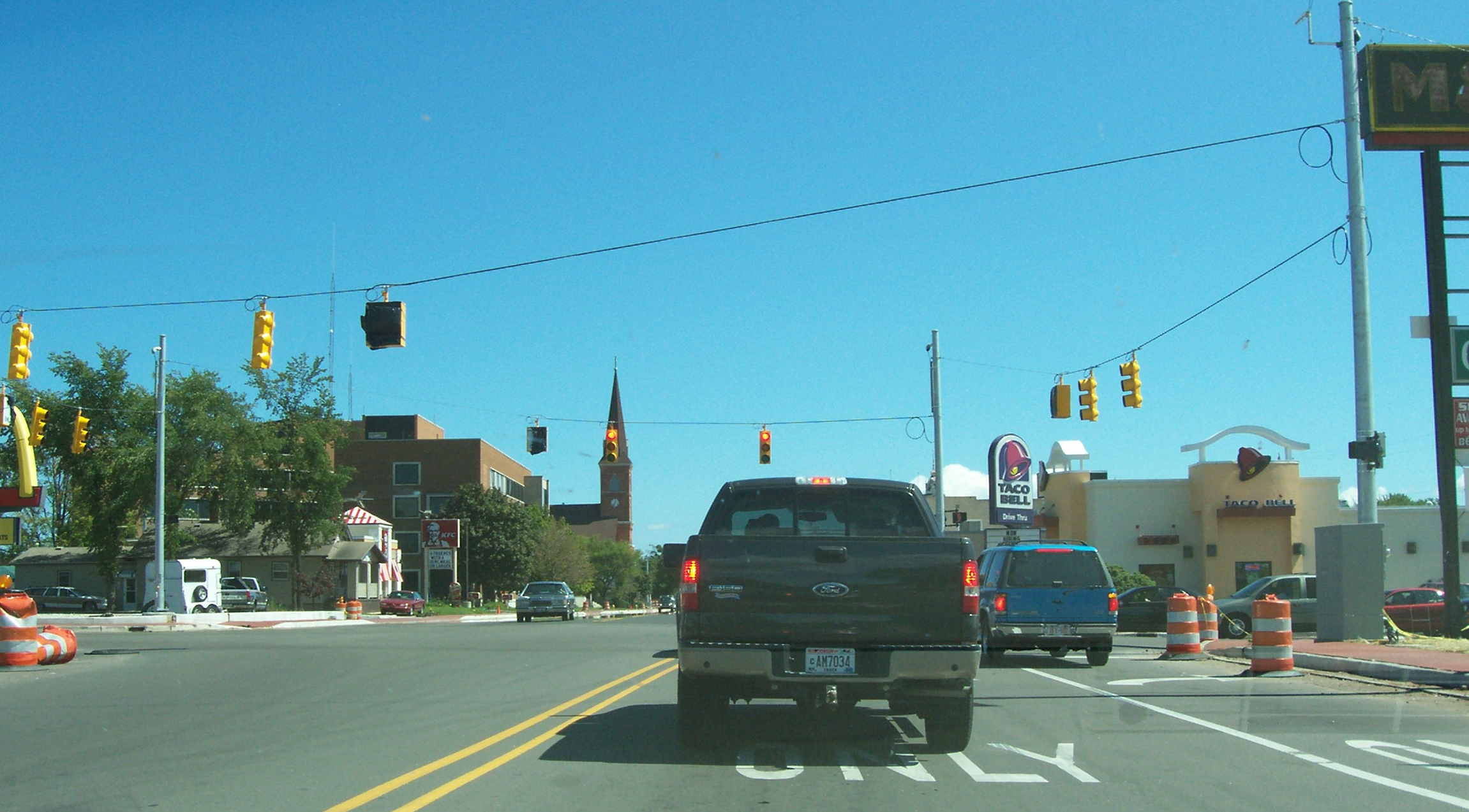
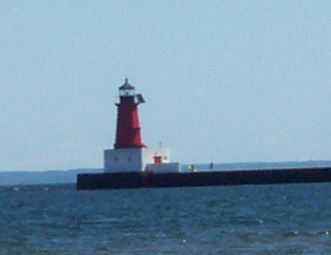